# Филота (баща на Парменион)
Вижте пояснителната страница за други личности с името Филота.
Филота (на старогръцки: Φιλώτας; Philotas, живял през IV век пр. Хр.) е македонски генерал на Александър Велики (336–323 г. пр. Хр.).
Той е син на Парменион и баща на Парменион, Асандрос от Кария и Агатон.